# Marquesado de Antella

El marquesado de Antella es un título nobiliario otorgado por Felipe IV de España en Sicilia a Nicolás Pallavicino y Pieramonte el 22 de septiembre de 1649 en recompensa por su apoyo al Imperio español en la Guerra de los Treinta Años impidiendo el levantamiento de la República Napolitana (1647) y fallido intento de levantamiento en Sicilia..
Nicolás Pallavicino fue un hombre influyente en Palermo y Génova siendo el banquero del ducado de Mantua y del duque de Vicente I Gonzaga de Mantua y Pedro Pablo Rubens, en su estancia en Génova entre otros. 

## Familia

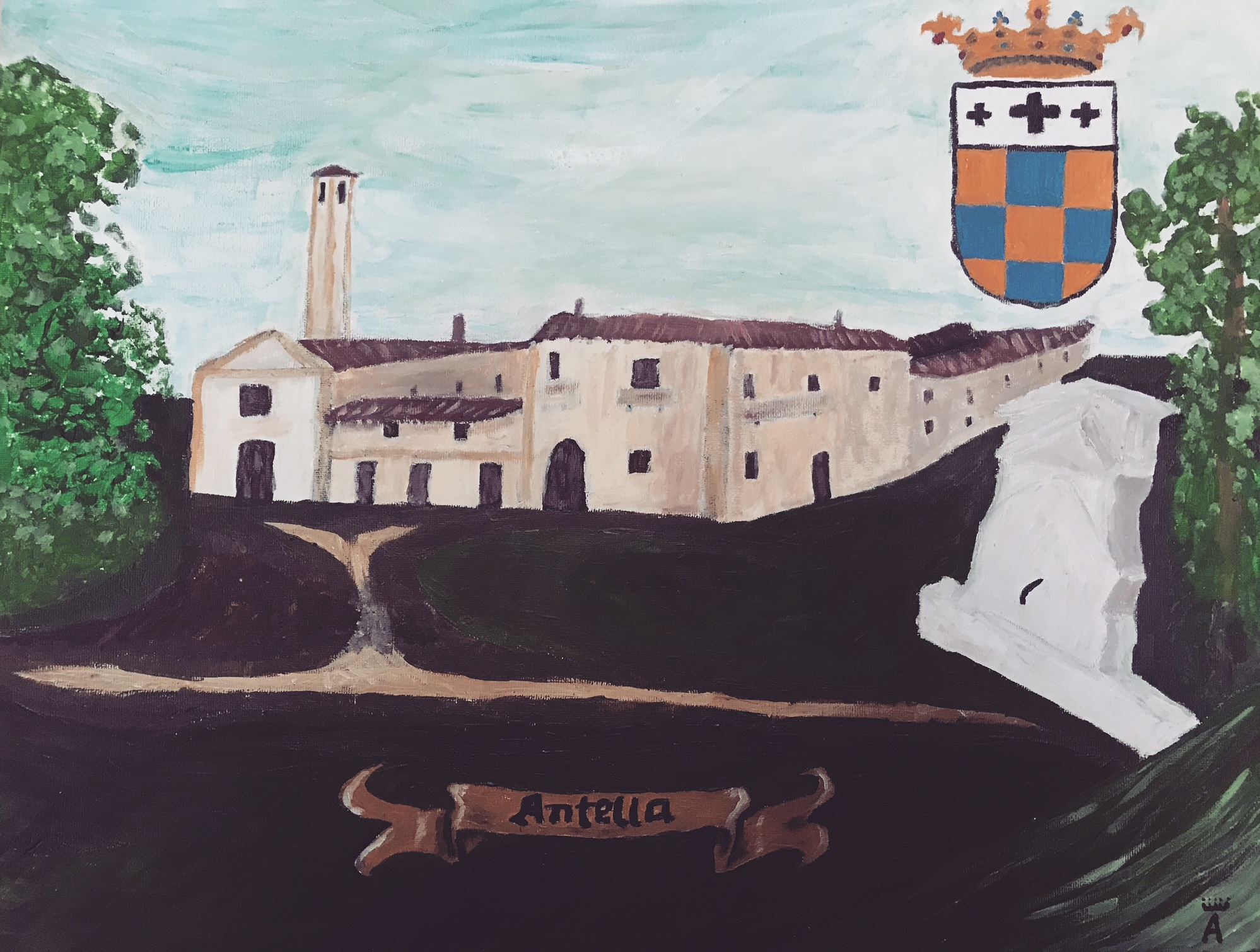
La catedral y el casco histórico de la ciudad de Antella

Nicolás Pallaviccino era de la noble familia Pallavicino, previo al marquesado Nicolás estaba casado con la marquesa Maria Serra Pallavicino y posteriormente antes de su muerte con su segunda mujer Maddalena Strozzi. 
El marquesado toma su nombre de la ciudad italiana de Antella, situada en la Toscana, dentro de la comarca de Bagno a Ripoli, situada a diez kilómetros de la ciudad de Florencia.

## Armas
Jaquelado de azur y plata de nueve piezas, con cinco de oro y cuatro azul. El jefe de plata, con una cruz llana, de sable, acostada a diestra y siniestra de dos cruces llanas más pequeñas de lo mismo.
Divisa: Fidelis Regi usque ad mortem

## Historia del marquesado de Antella

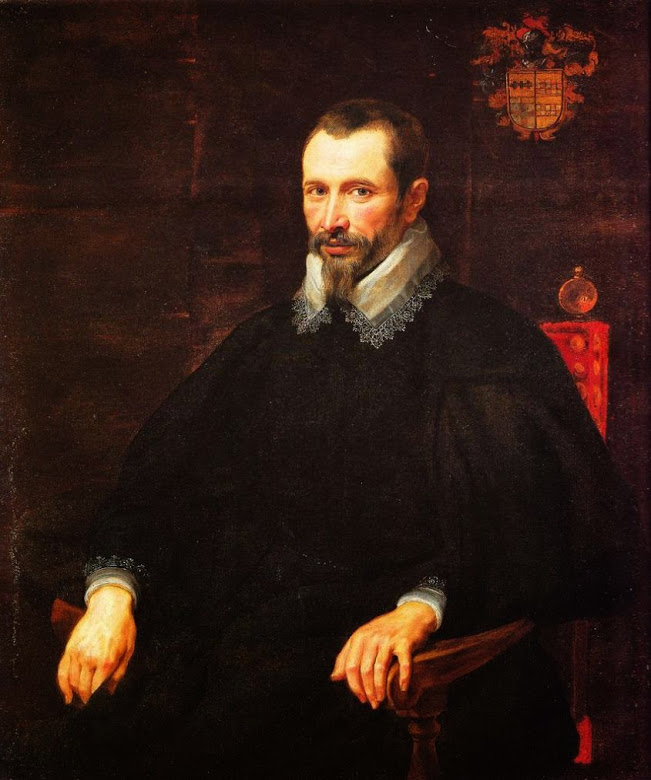
Primer marqués de Antella, Nicolo Pallavicino, retratado por Pedro Pablo Rubens en Génova

- Nicolás Pallavicino y Pieramonte (m. 1650), I marqués de Antella.[1][2]

Casó en primeras nupcias con la marquesa Maria Serra Pallavicino. Contrajo un segundo matrimonio con Maddalena Strozzi quien le sucedió como marquesa de Antella.
- Maddalena Strozzi e di Termine, II marquesa de Antella,[3] hija de Orazio Strozzi marqués de Flores que tras la muerte de Nicolás se esposó con el príncipe de Cassaro, sucediendo el título su segundo hijo Ottavio.

- Ottavio Gaetani-Strozzi, III marqués de Antella.

Casó con Violante Statella Pipi e Salonia Sucedió su hijo en septiembre de 1680:
- Luigi Gaetani e Statella, IV marqués de Antella.[3]

- (Maria) Gioacchina Gaeteni e Buglio, V marquesa de Antella[3]  y princesa de Palagonia, inspiración de la famosa Villa Palagonia en Sicilia, mandada a construir por su esposo Francesco Ferdinando.

Rehabilitado en 2 de octubre de 1981
- Francisco de Asís Sánchez y Ruiz-Constantino (26 de julio de 1928-12 de octubre de 1995), VI marqués de Antella.[6][2]  Apoyó al rey Juan Carlos I de España en su sucesión. Sucedió su sobrino en 1998:

- Juan Carlos Sánchez Peiro, VII marqués de Antella.[7][2] Sucedió su hijo en 2018:

- Álvaro Nicolás Sánchez García de Viedma, VIII marqués de Antella.[8]

## Arte y retratos
Nicolo Pallavicino fue retratado por Pedro Pablo Rubens en 1604 en Génova, al igual que su mujer la marquesa María Serra. La posterior marquesa de Antella, Gioacchina Gaeteni e Buglio, fue también retratada posteriormente. 
Nicolás de Pallavicino era también familia del clérigo y poeta Hortensio Félix Paravicino retratado por El Greco y en varios cuadros, como Fray Hortensio Félix Paravicino y El entierro del conde de Orgaz.

## Edificios nombrados por las familias Pallavicini, Strozzi y Gaetani
- Palacio Pallavicini en Viena, Austria
- Palacio Pallavicini-Rospigliosi en Roma
- Villa Durazzo-Pallavicini cercano Génova, Italia
- Palacio Pallavicini en Bolonia, Italia
- Villa Gandolfi-Pallavicini en Bolonia, Italia
- Palacio Pallavicino en Parma, Italia
- Palacio Strozzi
- Palacio Caetani